# Collomia biflora
Collomia biflora là một loài thực vật có hoa trong họ Polemoniaceae. Loài này được (Ruiz & Pav.) Brand mô tả khoa học đầu tiên năm 1905.

## Hình ảnh

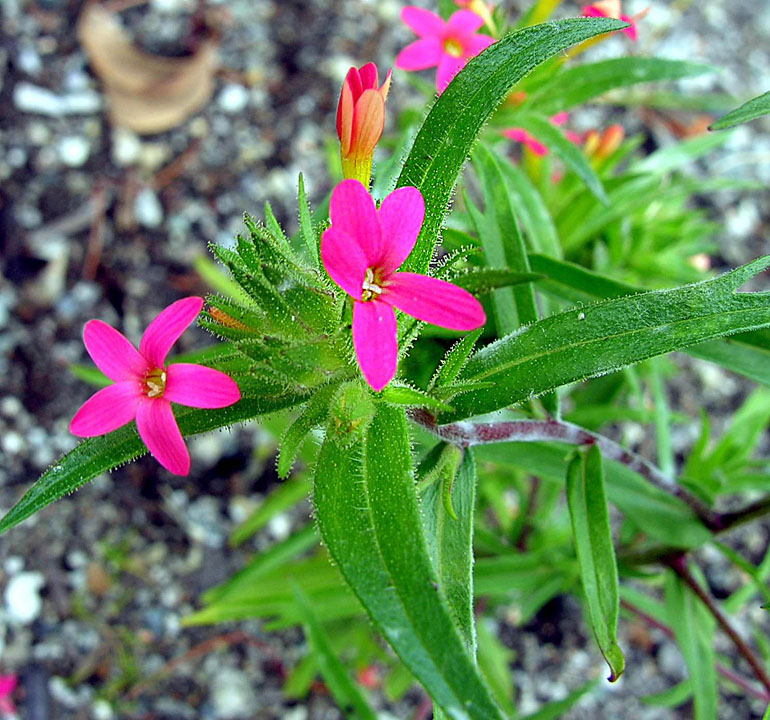
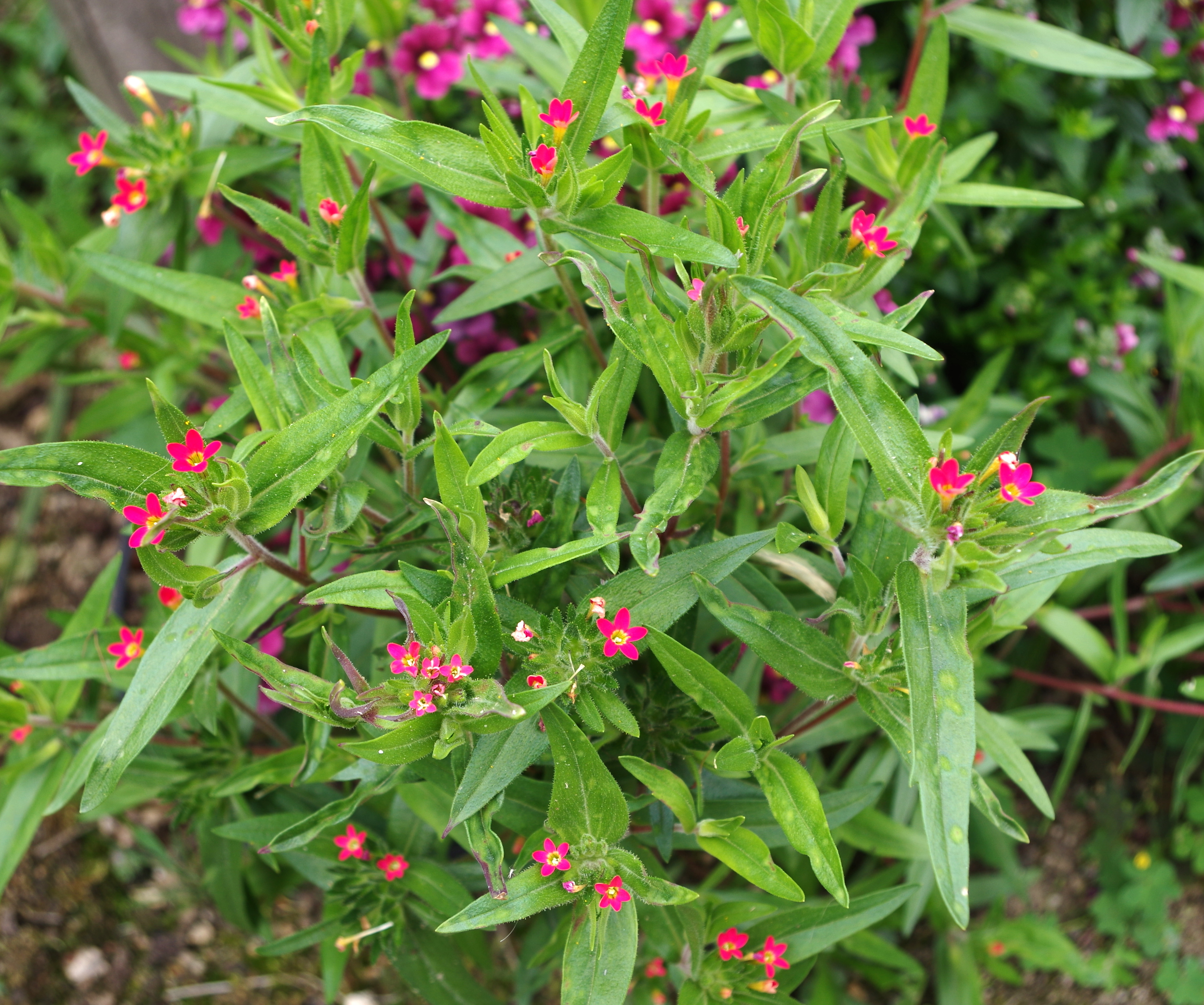
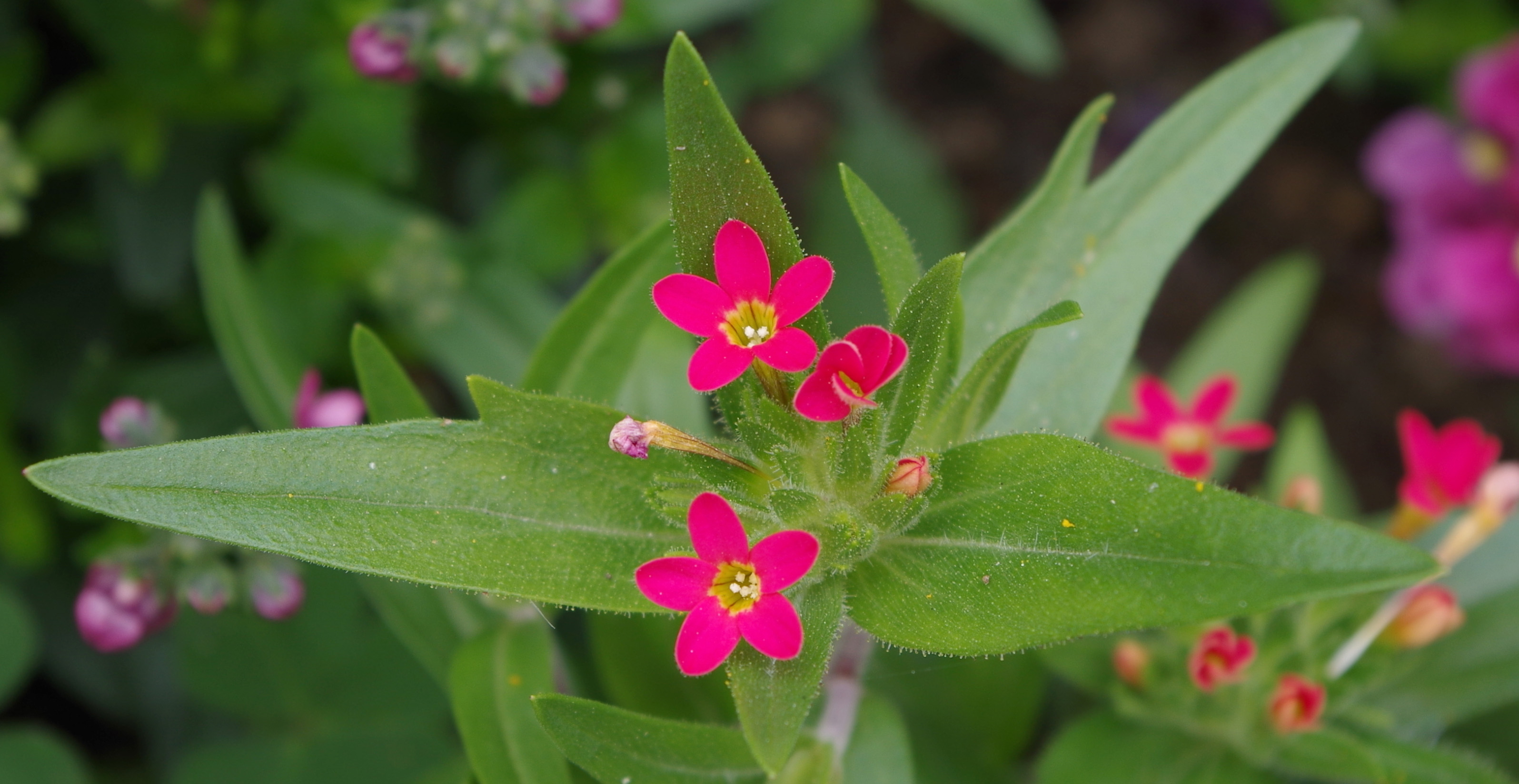